# CLB IId
Die Dampflokomotivreihen CLB IId und CLB IIe waren Schnellzug-Schlepptenderlokomotivreihen der Galizischen Carl Ludwig-Bahn (CLB).
Die von der CLB beschafften 18 Stück Schnellzuglokomotiven der Bauart 1B wurden von der Maschinenfabrik Esslingen 1870 und 1871 sowie von der Wiener Neustädter Lokomotivfabrik 1878 und 1882 geliefert.
Sie wurden als CLB IId und CLB IIe eingeordnet und bekamen nach der Verstaatlichung 1892 von den k.k. österreichischen Staatsbahnen (kkStB) die Bezeichnung 22.31–48.
1892 wurden sie einer Neubekesselung unterzogen.
Die Tabelle gibt die Daten des neuen Kessels wieder.
Die IId-Maschinen hatten folgende Namen LWÓW, KRAKÓW, JANÓW, LUBIÉN, GROM, PODOLE, ISKRA, WULKA, POŁOT und LIPZ.
1917 scheinen noch drei Exemplare im Stand der kkStB auf, in den Wirren des Kriegsendes sind sie verschwunden. Zwei dürften zu den polnischen Staatsbahnen (PKP), eine nach Russland gekommen sein.
Abschließend sei angemerkt, dass die kkStB als Reihe 22 auch von der Kronprinz Rudolf-Bahn (KRB) stammende Schnellzugloks einordnete.
22.01–04 wurden aber 1905 in 122.01–04 umgezeichnet. 22.11–19 stammten ebenfalls von der KRB, waren ursprünglich 10.01–09 und wurden schließlich 1905 122.11–19.